# یواس‌اس نیاگارا (اس‌پی-۲۶۳)
یواس‌اس نیاگارا (اس‌پی-۲۶۳) (به انگلیسی: USS Niagara (SP-263)) یک کشتی بود که طول آن ۵۰ فوت (۱۵ متر) بود. این کشتی در سال ۱۹۱۵ ساخته شد.